# زیارت (آماسیه)
زیارت (به ترکی استانبولی: Ziyaret) یک منطقهٔ مسکونی در ترکیه است که در آماسیه واقع شده‌است. زیارت ۳٬۴۳۸ نفر جمعیت دارد.